# Marcusenius moorii
Marcusenius moorii är en fiskart som först beskrevs av Günther, 1867.  Marcusenius moorii ingår i släktet Marcusenius och familjen Mormyridae. IUCN kategoriserar arten globalt som livskraftig. Inga underarter finns listade i Catalogue of Life.